# Numeriskt tangentbord

Ett numeriskt tangentbord.

Ett numeriskt tangentbord (engelska: numeric keypad, number pad eller ten key)
är delen på ett vanligt datortangentbord med 17 tangenter, som vanligtvis är placerad längst till höger. Det tillhandahåller effektiviteten hos en miniräknares knappdesign för att mata in siffror. Tangentbordets tangenter är siffrorna 0 till 9, symbolerna + (addition), - (subtraktion), * (multiplikation) och / (division) samt tangenterna , (decimaltecken), Num Lock och Enter.
Tangentbord på bärbara datorer har oftast inte ett numeriskt tangentbord, men kan tillhandahålla numerisk tangentbordsinmatning genom att hålla ned en modifieringstangent (vanligtvis Fn) och trycka på inmatningstangenterna hos ett vanligt tangentbord. Större bärbara datorer (med en 15,6 tums skärm eller större) kan ha utrymme för ett riktigt numeriskt tangentbord och många företag säljer separata numeriska tangentbord som ansluts till datorn med en USB-kabel (många av dessa har även en ytterligare mellanslagstangent bredvid nolltangenten där tummen placeras, såväl som tangenten  00 som är vanlig på moderna räknemaskiner och kassaapparater).
Numeriska tangentbord fungerar vanligtvis i två lägen. När Num Lock är inaktiverat kommer tangenterna 8, 6, 2 och 4 fungera som piltangenterna upp, höger, ned respektive vänster samt 7, 9, 3 och 1 fungerar som Home, Page Up, Page Down respektive End. När Num Lock är aktiverat producerar siffertangenterna motsvarande siffra. På datorer med Apple Macintosh som saknar Num Lock, producerar numeriska tangentbord alltid siffror; Num Lock ersätts av Clear key.
Siffrornas ordning på numeriska tangentbord där tangenterna 7-8-9 är två rader ovanför tangenterna 1-2-3 kommer från miniräknare och kassaapparater. Den är i synnerhet annorlunda gentemot utseendet hos knappsatsen på knapptelefoner som har tangenterna 1-2-3 längst upp och tangenterna 7-8-9 på den tredje raden.
Numeriska tangentbord är användbara för att snabbt mata in längre siffersekvenser i exempelvis kalkylblad, finans-/bokföringsprogram och miniräknare. Denna sorts inmatning efterliknar en miniräknare eller räknemaskin.